# Tannåkers landskommun
Tannåkers landskommun var en tidigare kommun i Kronobergs län.

## Administrativ historik
Den 1 januari 1863 började kommunalförordningarna gälla och då inrättades cirka 2 500 kommuner (städer, köpingar och landskommuner), tillsammans täckande hela landets yta.
I Tannåkers socken i Västbo härad i Småland inrättades då denna kommun. Landskommunen uppgick 1952 i Forsheda landskommun och vid upplösningen av denna 1971 överfördes detta område till Ljungby kommun.